# لاتوپلاتکارپوس
لاتوپلاتکارپوس(نام علمی: Latoplatecarpus) نام یک سرده از تیره موساسوریان است.